# Ruth Padel
Ruth Sophia Padel, nacida en 1946, en Londres,  es poeta, periodista y universitaria.

## Trayectoria
Esta británica es hija del psicoanalista John Hunter Padel y de Hilda Horatia Barlow. A través de la abuela materna, es una descendiente del naturalista Charles Darwin.
Padel estuvo en el North London Collegiate School, antes de estudiar clásicas en el Lady Margaret Hall, de Oxford.  Fue la primera en obtener la ayuda Bowra para la investigación de jóvenes, en el Wadham College, de Oxford. 
Trabajó en el departamento de griego moderno de la Universidad de Princeton y estudió mitología en Buenos Aires. Estuvo además en París y en Berlín. Vivió en Grecia y Creta varios años, y participó en excavaciones de tumbas minoicas en esta isla. 
Su primer libro es Woman: Model for Possession by Greek Daemons (1983). 
Ruth Padel llamó la atención por su columna en el londinense Independent on Sunday, con interpretaciones de poetas contemporáneos. Redactó 52 Ways of Looking at a Poem cuando los escribía. A quien los dioses destruyen. Elementos de la locura griega y clásica (1995) es un estudio capital, que ha llamado la atención en Europa.
En 2009 Padel fue elegida profesora de poética en la Universidad de Oxford, fue la primera mujer en conseguirlo.

## Obra
- Woman: Model for Possession by Greek Daemons (1983).
- Alibi (1985) poemas.
- Summer Snow (1990) poemas.
- In and Out of Mind: Greek Images of the Tragic Self (1992).
- Angel (1993) poemas.
- Whom Gods Destroy: Elements of Greek and Tragic Madness (1995). Tr. A quien los dioses destruyen, Sexto Piso, 2009.
- Fusewire (1996) poemas.
- Rembrandt Would Have Loved You (1998).
- I'm a Man: Sex, Gods and Rock 'n' Roll (2000).
- 52 Ways of Looking at a Poem: How Reading Modern Poetry Can Change Your Life (2002).
- Voodoo Shop (2002) poemas.
- Soho Leopard (2004) poemas.
- Tigers in Red Weather (2005), viajes.
- Darwin: a life in poems (2009), pequeña biografía en verso.

## Enlaces
- Personal Website
- Ruth Padel Biography
- Chair of Poetry Supporters Website

- Datos: Q299836
- Multimedia: Ruth Padel / Q299836